# 內斯庫奇內 (哈爾科夫區)
50°12′26″N 36°34′2″E / 50.20722°N 36.56722°E
內斯庫奇內（烏克蘭語：Нескучне）是位於烏克蘭東部的村莊，由哈爾科夫州哈爾科夫區的利普齊市鎮負責管轄。該村處於穆羅姆河畔，始建於1750年，面積0.53平方公里，海拔高度132米，2001年人口91。